# Zygmunt Ajdukiewicz

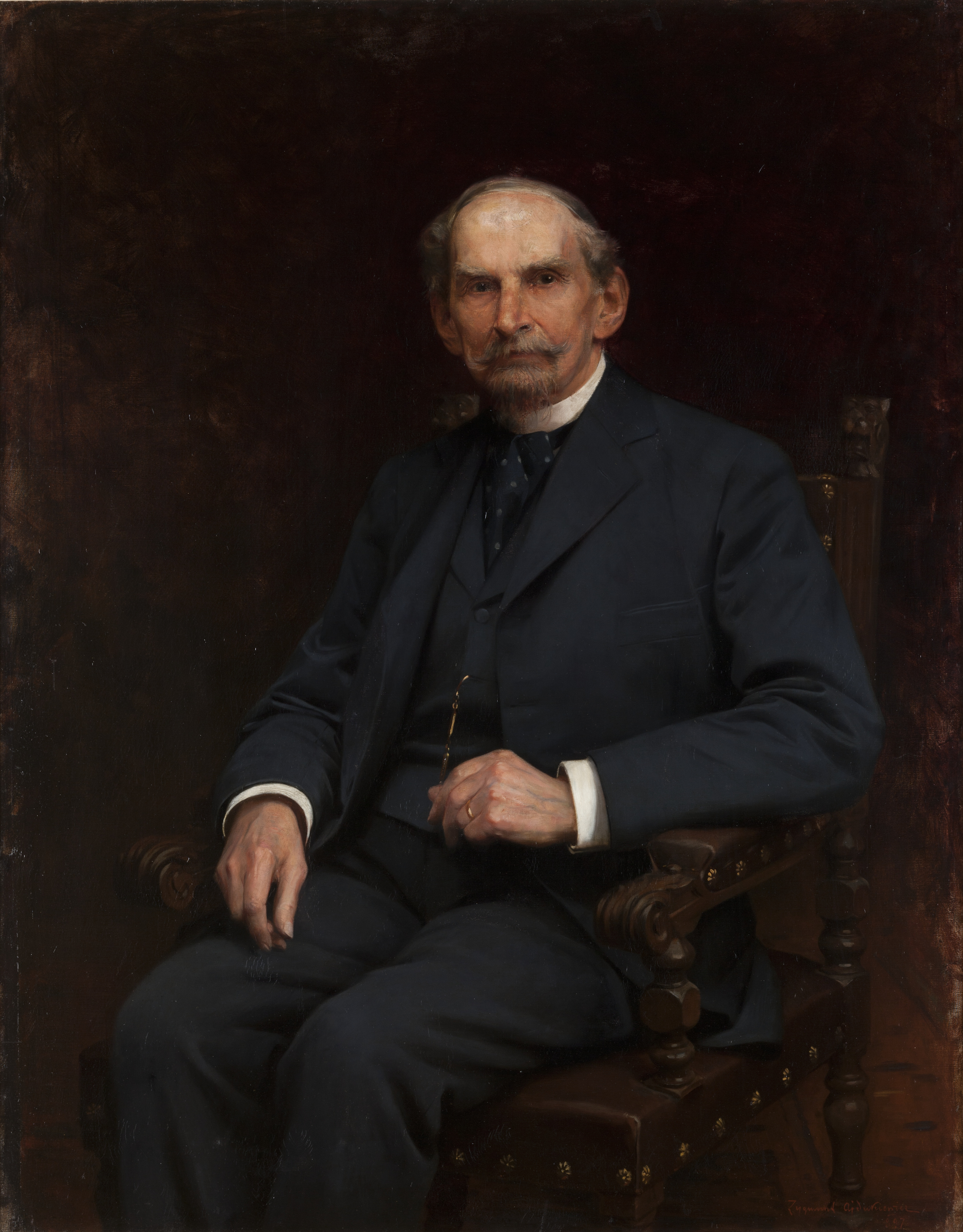
Porträt von Florian Ziemiałkowski (1897), Nationalmuseum in Krakau

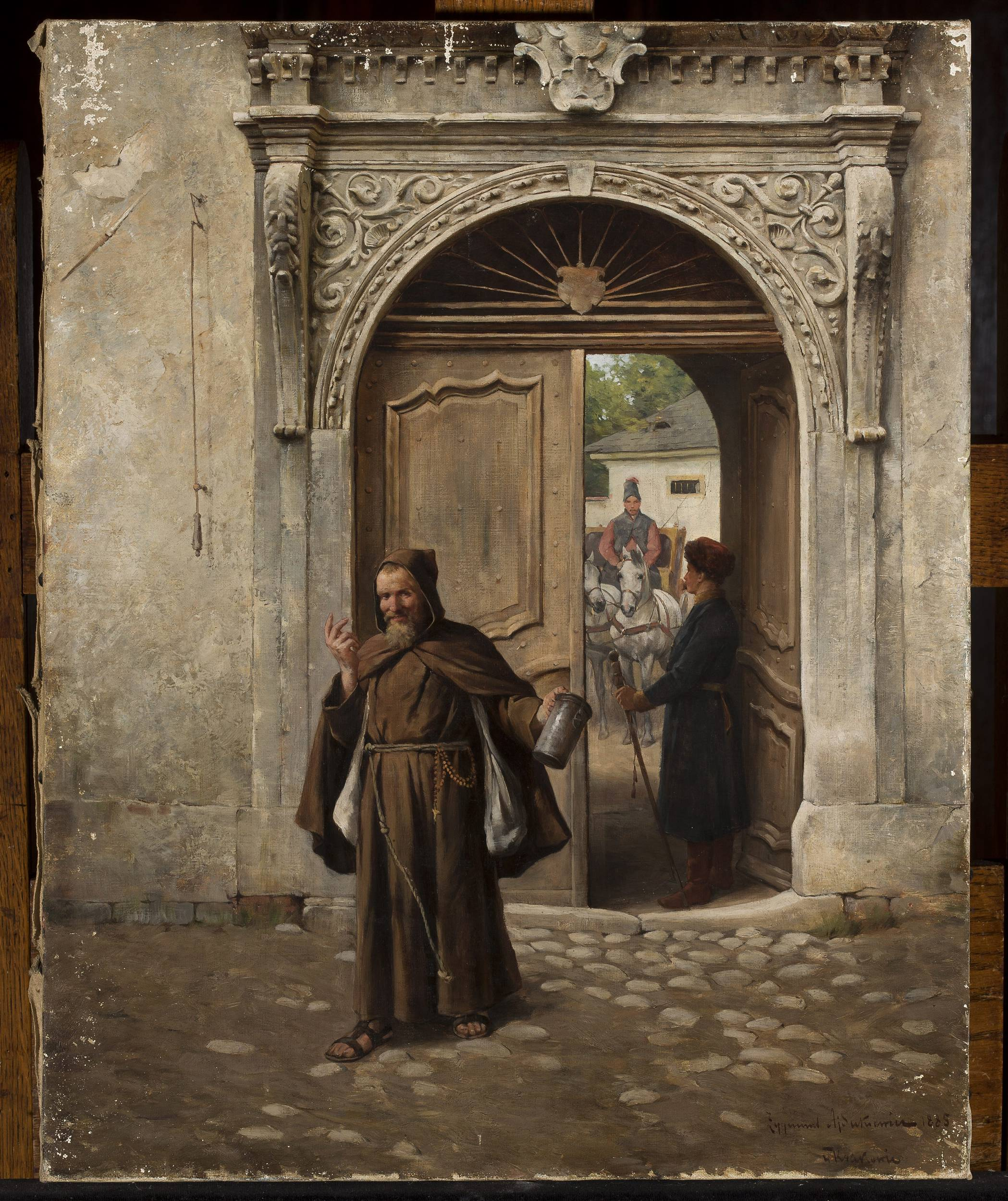
Ölgemälde Generous alms (1885), Nationalmuseum Warschau

Zygmunt Ajdukiewicz, auch Sigismund Ajdukiewicz (* 21. März 1861 in Witkowice bei Tarnobrzeg; † 20. April 1917 in Wien), war ein polnischer Maler.

## Leben
Ajdukiewicz studierte nach dem Besuch der Kunstschule in Krakau von 1880 bis 1882 Kunst an der Wiener Akademie, wo er ein Schüler von Christian Griepenkerl war. Von 1883 bis 1885 setzte er seine Studien an der Akademie in München bei Johann Caspar Herterich fort. Ab 1885 lebte und wirkte er in Wien, wo ihn sein Cousin, der Maler Tadeusz Ajdukiewicz, mit seinen Kontakten zum Adel unterstützte. 1891 wurde Zygmunt Ajdukiewicz Mitglied des Wiener Künstlerhauses, dessen Ausstellungen er seitdem mehrfach beschickte. 1893 unternahm er eine Parisreise und Ende des 19. Jahrhunderts hielt er sich einige Zeit in Sarajevo auf. 
Er malte hauptsächlich Porträts, Genreszenen und Historiengemälde. Auch als Pferdemaler machte er sich einen Namen. Zu seinen bekanntesten Werken gehört der zwölfteilige Historienzyklus „Tadeusz Kościuszko“. Er war außerdem als Illustrator tätig und arbeitete für die bosnische Zeitschrift Nada.
1901 und 1917 hatte er im Künstlerhaus Einzelausstellungen, letztere als Gedächtnisausstellung mit 48 Ölbildern, Aquarellen und Zeichnungen. 

## Auszeichnungen
- 1891: Große Goldmedaille, Wien
- 1896: Große Goldmedaille, Berlin
- 1891: Erzherzog Karl-Ludwig-Medaille auf der 20. Jahresausstellung des Wiener Künstlerhauses
- 1894: Silbermedaille zur Ausstellung zeitgenössischer Kunst in Lwów
- 1898: Kleine Goldene Staatsmedaille zur Jubiläumsausstellung des Künstlerhauses
- 1902: Dobner-Ehrenpreis